# بوريو فريتاس
بيروفيرتاس (بالإنجليزية: Bureau Veritas)‏ هي شركة متخصصة في الاختبار والتفتيش وإصدار الشهادات تأسست عام 1828. وهي تعمل في مجموعة متنوعة من القطاعات، بما في ذلك البناء والبنية التحتية (27% من الإيرادات)، والأغذية الزراعية والسلع (23% من الإيرادات)، والبحرية (7% من الإيرادات)، الصناعة (22% من الإيرادات)، الشهادات (7% من الإيرادات)، المنتجات الاستهلاكية (14% من الإيرادات).تتواجد في 140 دولة من خلال شبكة تضم أكثر من 1500 مكتب ومختبر وأكثر من 78000 موظف. حقق المكتب إيرادات بقيمة 5.1 مليار يورو في عام 2019. يشغل ديدييه ميشود دانيال منصب الرئيس التنفيذي لشركة بيرو وريتاس منذ مارس 2012.

## روابط خارجية
- الموقع الرسمي